# Голям Обуховски мост
Големият Обуховски мост (на руски: Большой Обуховский мост), наричан още Вантов мост, преминава над река Нева в източната покрайнина на град Санкт Петербург.
Той е сред най-дългите мостове на Русия, както и единственият мост в градската част на града, който не трябва да бъде затварян за преминаването на корабите към Ладожко езеро. По този начин това е единственият мост, който постоянно свързва източния и западния бряг на Нева.
Пилоните на моста са високи 126 м. и височината му над водата е 30 м. Конструктивно това са два паралелни моста на малко разстояние един от друг. По южния мост преминава автомобилният транспорт от запад на изток, а по другия в обратна посока. Двата моста са открити през 2004 и 2008 години.